# T-3 (練習機)
富士 T-3
富士T-3初等練習機
- 用途：初等練習機
- 製造者：富士重工業
- 運用者： 日本（航空自衛隊）
- 初飛行：1978年1月17日
- 生産数：50機
- 運用開始：1978年4月
- 退役：2007年4月23日
- 運用状況：退役

T-3は、航空自衛隊のレシプロエンジン単発の初等練習機で、パイロット教育課程の学生（訓練生）が最初に乗る機体である。富士重工業が製造した。30年間近くパイロット育成に使用され、2007年（平成19年）4月23日に退役した。

## 導入経緯
航空自衛隊は発足以来、初等練習機としてT-34Aを使用していたが、老朽化してきたために新型機を必要とした。当時、富士重工は自社のKM-2（海上自衛隊練習機）をベースとして、航空自衛隊の要求に合わせてタンデム（縦列）複座とした試作機KM-2B（JA3725）を製作、1974年（昭和49年）9月26日に初飛行した。1976年（昭和51年）に入間基地で行われた航空祭で展示飛行し、10秒以上にわたる背面飛行を行うなど、性能の高さを実証した。当初、民間機として発表されたKM-2Bを、富士は航空自衛隊のT-34後継として提案した。初等練習機の装備を施したKM-2改は1978年（昭和53年）1月17日に初飛行し、航空自衛隊によって制式採用され、T-2に続く3番目の国産練習機として、T-3と名づけられた。3月から量産機を納入、1982年（昭和57年）までに50機が生産された。
静浜基地と防府北基地に配備され、パイロットの育成に使用されたが、2003年（平成15年）から後継機として富士T-7の導入が進められ、平成16年度に防府北基地でのT-3による教育が終了、2007年（平成19年）2月22日に静浜基地での教育も終了した。静浜で最後まで使用された3機の機体のうち、2機は岐阜基地の飛行開発実験団へ引き渡され、岐阜基地の1機と共に業務に使用されたが、この3機も同年4月23日に退役した。岐阜で最後まで使用された初号機（81-5501）は静浜基地で静態保存されている。
T-7は燃料の効率利用のためターボプロップエンジンを採用しており、T-3の退役により自衛隊からレシプロの固定翼機が消えた。
用途廃止された1機がOH-6Dと共に金沢工業大学航空システム工学科の教材としてキャンパスに展示されている。

## 機体

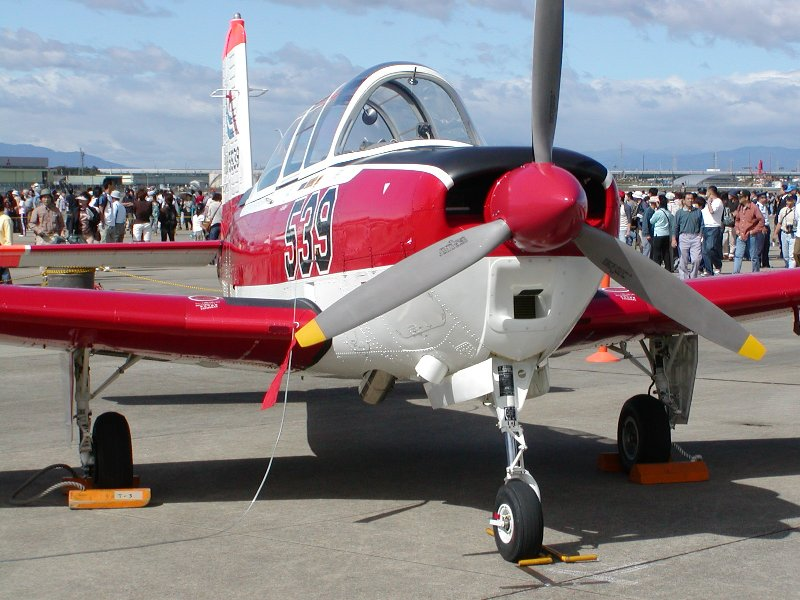
展示されるT-3

エンジンを機首に搭載し、主翼は低翼配置の一般的な機体である。価格を抑えるために、極力T-34との部品の共通化を行っているが、それでも時代の要請に合わせ、特に高空性能や航続距離の改善を行っている。具体的には、スーパーチャージャー付きのレシプロエンジンの強化、燃料タンクの増設などである。
また、先に作られたKM-2とは違い、航空自衛隊の戦闘機に合わせた縦型（タンデム）複座とし、中等練習機に移行した際の違和感を排除している。このため、外観はKM-2と同じハーツェル製3枚プロペラを除くと、T-34とほぼ変わりが無いが、自社の小型民間機FA-200の技術も一部流用されるなど、内容的には異なる部分もある。
非常事態用の射出座席は備えられておらず、パラシュートを使った脱出の際はキャノピーを開き、翼端まで走るように説明書で指示されている。あるいは、背面飛行を行いながらキャノピーを開き、そのまま落下して脱出することとなる。なお全機損失することなく退役したので、最後までこの脱出方法を実践した者はいなかった。

## 配備基地
- 静浜基地：第11飛行教育団（平成18年度終了）
- 防府北基地：第12飛行教育団（平成16年度終了）
- 岐阜基地：飛行開発実験団

## スペック
- 乗員 - 2名
- 全長 - 7.9m
- 全幅 - 10.0m
- 全高 - 2.9m
- 空虚重量 - 1.1t
- エンジン - ライカミングIGSO-480（レシプロエンジン） 1基
- 出力 - 340hp
- 最大速度 - 340km/h=M0.28
- 航続距離 - 963km
- 実用上昇限度 - 8,200m